# Anders Michanek
Anders Michanek (ur. 30 maja 1943 w Sztokholmie) – szwedzki żużlowiec.
Dwukrotny medalista indywidualnych mistrzostw świata: złoty (1974) oraz srebrny (1975). Jedenastokrotny finalista indywidualnych mistrzostw świata. Trzykrotny złoty medalista mistrzostw świata par (1973, 1974, 1975). Sześciokrotny medalista drużynowych mistrzostw świata: złoty (1970), trzykrotnie srebrny (1968, 1973, 1974) oraz dwukrotnie brązowy (1975, 1976). Trzykrotny medalista indywidualnych mistrzostw świata na długim torze: złoty (1977), srebrny (1979) oraz brązowy (1981).
Dziewięciokrotny medalista indywidualnych mistrzostw Szwecji: pięciokrotnie złoty (1972, 1975, 1976, 1978, 1982), dwukrotnie srebrny (1971, 1974) oraz dwukrotnie brązowy (1969, 1970). Siedmiokrotny złoty medalista drużynowych mistrzostw Szwecji (1967, 1969, 1974, 1978, 1979, 1981, 1982).
Złoty medalista drużynowych mistrzostw Wielkiej Brytanii (1973). W lidze brytyjskiej reprezentował kluby z Long Eaton (1967), Leicester (1968), Newcastle (1970), Reading (1971–1973, 1975, 1981), Cradley (1977) oraz Ipswich (1979).

## Osiągnięcia
Indywidualne Mistrzostwa Świata
- 1967 -  Londyn - 6. miejsce - 9 pkt → wyniki
- 1968 -  Göteborg - 7. miejsce - 9 pkt → wyniki
- 1970 -  Wrocław - 9. miejsce - 7 pkt → wyniki
- 1971 -  Göteborg - 5. miejsce - 11 pkt → wyniki
- 1972 -  Londyn - 7. miejsce - 8 pkt → wyniki
- 1973 -  Chorzów - 5. miejsce - 11 pkt → wyniki
- 1974 -  Göteborg - 1. miejsce - 15 pkt → wyniki
- 1975 -  Londyn - 2. miejsce - 13 pkt → wyniki
- 1976 -  Chorzów - jako rezerwowy - 2 pkt. → wyniki
- 1977 -  Göteborg - 8. miejsce - 8 pkt → wyniki
- 1978 -  Londyn - 10. miejsce - 7 pkt → wyniki